# Željeznička nesreća kod Kaštel Starog 1966.
Željeznička nesreća u Kaštel Starom dogodila se 16. veljače 1966. U vlaku koji je vozio iz Splita prema Kninu poginulo je 29 putnika, a još ih je četvero podleglo ozljedama u splitskoj bolnici.
Nesreća se dogodila usljed otklizavanja teretnog vlaka, punog ugljena s ukrižja Sadine. Teretna kompozicija s 18 vagona je ostavljena bez nadzora, te je otklizala niz najveću nizbrdicu na dalmatinskim prugama i izravno se sudarila s vlakom koji je dolazio iz smjera Splita. U putničkom vlaku su bili radnici i poljoprivrednici iz sela Dalmatinske zagore.